# マギー・デ・ブロック
マギー・セリーヌ・ルイーズ・デ・ブロック（オランダ語: Maggie Celine Louise De Block、1962年4月28日 - ）は、ベルギーの政治家であり、フラームス自由民主所属の議員。2013年から翌2014年にかけてフランドルで最も人気のある政治家に選ばれており、2014年10月から2020年10月にかけて社会問題・厚生大臣を務めた。

## 生い立ち
メルシュテムに生まれる。ブリュッセル自由大学(VUB)の医学部を卒業し、その後25年間を開業医として過ごした。彼女の弟であるエディ・デ・ブロックはメルシュテム市長だった。

## 政治家として
その後1999年にブリュッセル・ハル・ヴィルヴォール選挙区から出馬し、2011年までベルギー代議員を務めた。
2011年10月、エリオ・ディルポ内閣のもとで亡命・移民・社会統合大臣となる。2012年12月にはフラームス自由民主の副党首となり、2014年7月にはやはりディルポ内閣で亡命・移民・社会統合・貧困削減担当法務大臣となった。
2013年3月、フランス語圏のラ・リーブル・ベルジーク紙の読者投票によってウーマン・オブ・ザ・イヤーに選出された。2013年と翌2014年にはフランドル地域政府首相のクリス・ペーテルスを抑えてフランドルで最も人気のある政治家に選ばれた。彼女はディルポ政権時代にそれまで年27,000件を数えていた亡命申請を15,000件へとほぼ半減させ賞賛されている。
2014年10月にミシェル政権が発足し、デ・ブロックは社会問題・厚生相に就任した。抱負を述べるにあたり、彼女はこの職務が「自分の夢」であったと語った。2008年に成人の47%がWHO基準の肥満に該当したベルギーで、体重100kgを超えるデ・ブロックが厚生相となることを疑問視する声もあったが、彼女は「私が模範じゃないってことはわかってます。外面じゃなくて中身をみてください」と反論した。
社会問題・厚生相としてのデ・ブロックの最初の仕事は、国を挙げての西アフリカでのエボラ出血熱の流行への対応であった。